# Московская сага (телесериал)
«Моско́вская са́га» — российский телесериал, снятый по мотивам одноимённой трилогии Василия Аксёнова. Съёмки проходили с начала 2002 года до весны 2004 года. Показ состоялся с 11 октября по 12 ноября 2004 года на «Первом канале».

## Сюжет
В фильме показана судьба семьи профессора медицины Бориса Никитича Градова с середины 1920-х до середины 1950-х годов на фоне событий новой истории Советского государства.
Борис Никитич Градов — профессор медицины, один из выдающихся советских хирургов, представитель династии русских врачей. Сыновья и дочь хирурга не продолжили семейную традицию, избрав другие профессии. Старший сын Никита стал военным, Кирилл — теоретиком марксизма, дочь Нина — литератором.

### Цикл первый. Поколение зимы
Действие фильма начинается 25 октября 1925 года. В этот день в доме Градовых намечается семейное празднество, так называемый юбилей дома — дачи в Серебряном Бору. На юбилей ожидают цвет всей Москвы. Веселье проходит более чем интересно. Старший сын Никита Градов — перспективный военачальник — представляет свету свою жену Веронику. Средний сын Кирилл поначалу не принимает участия в торжествах, так как активно готовится к своей лекции в Институте красной профессуры. Однако позже присоединяется к торжествам, представляя семье свою боевую подругу Цецилию Розенблюм. Младшая дочь Нина приводит в дом своего ухажёра Семёна Стройло, который, как оказалось позже, специально был приставлен к Нине сотрудниками ОГПУ. Присутствие и поведение пролетария на интеллигентском вечере несколько изумляет гостей, однако милая атмосфера вечера всё смягчает.
Поздним вечером профессора Градова вызывают в Кремлёвскую больницу — к наркому Михаилу Фрунзе. Руководство партии и лично Сталин настаивает на операции, но Градов настаивает лишь на активной терапии. Однако пришедшие особисты не оставляют профессору выбора, приперев его к стенке неблагополучным для Советской власти происхождением и членством его дяди в царском правительстве. Доктору Градову приходится принять участие в операции, в ходе которой Фрунзе умирает. За это Градов будет корить себя всю жизнь и считать, что дети расплачиваются за его клятвопреступление своей страшной жизнью.
Первые серьёзные испытания выпадают на долю младшей дочери профессора Нины Градовой. Её возлюбленный Семён Стройло использует её в своих целях — он даёт ей задание распечатать листовки для демонстрации троцкистов 7 ноября 1927 года. Нина выполняет задание и вдохновлённо сообщает Семёну, что беременна от него. Стройло же вынуждает её сделать аборт.
Видя, что дочь находится в тяжелейшей депрессии, Градов отправляет её к родственникам жены в Грузию. Там Нина приходит в себя, но становится невольной свидетельницей и участницей интриг, разыгрываемых её кузеном Нугзаром и его непосредственным начальником, к тому времени Первым Секретарём ЦК Компартии Грузии Лаврентием Берией — это слежка за политическими противниками большевиков и убийство легендарного грузинского меньшевика Ладо Кахабидзе, прощённого Сталиным. Спустя несколько лет Нина возвращается в Москву, где обретает счастье с врачом Саввой Китайгородским, учеником своего отца. У них рождается дочь Ёлка.
У старшего сына Никиты в конце 1920-х, начале 1930-х небывалый карьерный взлёт. Он входит в элиту Красной Армии, становится заместителем легендарного красного командарма Василия Блюхера. Его жена Вероника — светская львица, любимица Москвы — хоть и несколько тяготится своей ролью жены военного, очень любит мужа и сына Бориса IV. В 1934 году Никиту переводят на Дальний Восток, где семье предоставляют целую квартиру. Однако Сталин уже готовит расправу над цветом Красной Армии, и участь Никиты предрешена. Накануне ареста, в 1938 году он встречает своего старого друга и соперника, влюблённого в его жену, Вадима Вуйновича. Тот пытается склонить его к военному перевороту, понимая, что Сталин задумал масштабную чистку в Вооружённых Силах. Никита не принимает предложения Вадима, но соглашается с его доводами. Но поздно — в эту же ночь Никиту арестовывают, как и Вадима Вуйновича. Веронике и Борису-младшему приходится вернуться в Москву, в дом профессора, где разворачиваются не менее трагические события.
Средний сын Кирилл и его супруга (с начала 1930-х) Цецилия Розенблюм — теоретики марксизма и партийные деятели. И если Циля верно служит партии, закрывая глаза на все перегибы и преступления, то Кирилл всё чаще начинает сомневаться в правильности «генеральной линии партии». В фильме на этом акцент не ставится, но в романе Аксёнова ясно даётся понять, что Кирилл больше симпатизировал «правым уклонистам» — Бухарину, Рыкову и так далее. Когда летом 1938 года его вызвали в НКВД, он подумал, что это связано с делом его брата Никиты, однако Кирилла тоже арестовали, и он бесследно сгинул в ГУЛаге.
Осенью 1938 года на глазах у сына арестовывают Веронику Градову. Соратник Берии и родственник Градовых Нугзар Ламадзе, пытаясь выбить показания из брата Мэри Градовой Галактиона Гудиашвили, и не добившись результата, в припадке ярости убивает его. Мэри, пытаясь спасти семью, приезжает в Грузию к матери Сталина, Кэкэ. Та ничем не может ей помочь, так как её отношения с сыном очень сложные. Мэри уезжает, Кэкэ умирает.
Градовы почти в отчаянии, однако Бориса Никитича не трогают — ему благоволит сам Сталин, который доверяет Градову своё здоровье.

### Цикл второй. Великая Отечественная война и тюрьма
Начинается война. Сына Кирилла и Цили — Митю — призывают на фронт. С первых минут он успевает подружиться с метростроевцем Гошей Круткиным, с которым им предстоит пережить немало испытаний. Сама Цецилия передаёт мужу посылки в тюрьму, не зная ничего об его судьбе. Ей сообщают, что «посылка не может быть принята». Она надеется, что война всё исправит.
Разработанный Борисом Градовым метод местной анестезии признан незаменимым при операциях во фронтовых условиях. Его ученик и зять Савва Китайгородский рвётся на фронт. Сам доктор отговаривает Савву от такого шага. Но тот говорит, что у него не будет другого шанса доказать свою любовь к Родине. Нина прощается с Саввой. Больше они не увидятся никогда — во время операции в одном из городков туда входят немцы. Они приказывают Савве работать дальше. Далее о его судьбе ничего не известно.
Немцы подбираются к Москве. Жуков говорит Сталину, что единственный шанс спасти Москву — вызволить из заключения весь комсостав Красной Армии. Сталин соглашается, попутно устраивая разносы конармейцам — Будённому, Ворошилову и другим за провалы операций и за отступление осенью 1941 года. Спустя некоторое время Никиту Градова, который отбывает свой срок в Магадане, возвращают в Москву спецрейсом. В полёте ему предоставляют сухпаёк — набросившись на деликатесы, отощавший организм Никиты не выдерживает нагрузки — ему становится плохо. Его доставляют к врачу Таисии Пыжиковой, где он приходит в себя. Его адъютант Васьков возвращает ему форму генерал-полковника РККА — Никита реабилитирован и назначен командующим резервной армией.
Тем временем жена Никиты находится в АЛЖИРе. Там ей благоволит начальник лагеря Кольцов — она играет в самодеятельности и периодически подвергается сексуальным домогательствам со стороны Кольцова и надзирателя Леонида Шевчука. Но вскоре и её, как жену командующего, освобождают. Никита и Вероника возвращаются в дом в Серебряном Бору, где рассказывают домашним обо всех ужасах, через которые им пришлось пройти в застенках.
Отношения между Вероникой и Никитой изменились. Никита понимает, что Вероника после лагеря никогда не будет прежней. В порыве ярости он насилует жену, обвиняя её в том, что та отдавалась в лагерях ВОХРовцам. Спустя минуту он раскаивается, но их семейная идиллия осталась в прошлом. Теперь Тася Пыжикова выполняет для Никиты роль походно-полевой жены. Об этом шепчется весь фронт. И особо слухи распускает особист Семён Стройло — тот самый, что когда-то по указке органов завёл роман с Ниной. Первое, что делает Никита — возвращает из лагеря Вадима Вуйновича. Теперь тот становится его заместителем. Авторитет Никиты растёт с каждым днём — он спорит с самим Сталиным. И что удивительно — Сталин прислушивается к его советам по планированию операции по выходу к Государственной границе СССР. Перед балом в Кремле он последний раз заходит домой и по душам говорит с сыном — Борисом IV. Отец запрещает сыну идти на фронт, но тот обманом записывается добровольцем и сообщает Веронике об этом по телефону, уже отправляясь туда. Борис становится разведчиком.
У Нины творческий подъём. По заказу Радиокомитета она пишет стихи к песне «Тучи в голубом» (музыкальная аллюзия на Синий платочек). Песню исполняет молодая певица Вера Горда, благодаря которой она разлетается по фронту и по всей стране. Нина и Вера ездят по фронту с концертами, где однажды их встречает брат Нины — Никита. Никита прощается с Ниной — он чувствует, что произойдёт что-то страшное. Он боится, что после войны его снова арестуют, и признаётся сестре, что эта война — самый главный момент его жизни. Он наказывает Нине заботиться о Борисе и Веронике. Но ареста не происходит — близ Кёнигсберга в его машину попадает снаряд, запущенный гитлерюгендовцем, и Никита погибает вместе с ненавидящим его заместителем Семёном Стройло. Перед этим он прощается и с Тасей, которая к тому времени ждёт его ребёнка.
Весь советский народ празднует победу. Как оказалось, празднует её и Кирилл Градов, который освободился из лагеря и находится на спецпоселении в Магадане. За молодой вдовой Вероникой начинает ухаживать военный атташе США Кевин Телавер. За парой следит МГБ.

### Цикл третий. Тюрьма и мир
Война окончена. Вероника принимает ухаживания Кевина и вместе с ним эмигрирует из СССР в США. Молодой Борис, чудом выживший на фронте, возвращается в Москву вместе со своими товарищами. Некоторое время он живёт в квартире Вероники на ул. Горького и начинает ухаживать за певицей Верой Гордой. У них начинается достаточно бурный роман, однако МГБ вынуждает Веру порвать с Борисом ничего ему не объяснив. Борис становится известным в СССР спортсменом-мотоциклистом, некоторое время находится под покровительством самого Василия Сталина. Ёлка также подросла, на Речном вокзале она встречает свою любовь, парня Васю из Казани (прототип Василия Аксёнова). Однако их первое свидание срывается, девушку насильно увозит к себе Лаврентий Берия. Только благодаря просьбе Бориса к Василию Сталину Ёлку освободили без особых конфликтов. Случайно Градов встречается с Вадимом Вуйновичем и тот передаёт ему письмо зэка, сложенное треугольником, которое Никита Градов подобрал в 1938 году в Хабаровске. Градов относит письмо по адресу, где встречает хорошенькую девочку-балерину Майю Стрепетову и начинает за ней ухаживать. Параллельно Борис узнаёт про Таисию и рассказывает мальчику, сыну Никиты, своему сводному брату, что он не Пыжиков, а Градов, и отвозит его в Серебряный бор. За Ниной начинает ухаживать старый знакомый Сандро, художник из Грузии и в итоге они поженились.
Средний сын Градовых, Кирилл не погиб. Отбыв свой срок заключения, он живёт в Магадане «на поселении». Через амнистированного и возвращающегося в Москву академика Львова он передаёт письмо Циле и родным, в котором сообщает, что жив и здоров. Циля приезжает к Кириллу в Магадан. Между ними происходит откровенный разговор, в ходе которого Циля говорит, что сохранила верность мужу, а Кирилл поражает большевичку Цилю своей верой в Бога. Циля рассказывает, что их сын Митя пропал без вести на фронте. Лишь спустя много лет они узнают, что Митя прибыл в Магадан тем же рейсом, что и Циля в трюме для заключённых и был застрелен при попытке бегства из лагеря. Кирилл и Циля обустраивают свой быт и живут вполне сносно по меркам ссыльных.
Сталин при смерти, начинается «дело врачей». Лучшие светила советской медицины попадают в опалу и арестованы. Борис Никитич в гневе на конференции врачей обрушивается на всеобщую точку зрения о виновности врачей, которая является «линией партии». Младший Борис и некоторые врачи восхищаются смелости Бориса Никитича. Но в итоге его тоже арестовывают. Спустя некоторое время Берия через своего доверенного человека Шайтиса (тоже арестованного и освобождённого) пытается узнать у Градова, может ли он помочь Сталину. Когда он сказал, что Сталину ничем не помочь, а ему уже нечем рисковать в его 80 лет, при том, что он пережил сына, Бориса Никитича освобождают. Летом 1953 года Борис Никитич умирает в своём имении в окружении близких ему людей. К тому времени в Москву возвращается сначала Циля, а потом и Кирилл — он полностью реабилитирован и восстановлен в партии.
Вероника так и не смогла полюбить Кевина, поехав в Берлин, она встречает там Вадима Вуйновича, который назначен военным атташе. С ним она решает начать новую жизнь, а он в это буквально не верит. Мечта его жизни всё-таки сбылась, этого он ждал 30 лет.
В эпилоге уже постаревший Борис Градов рассказывает о том как сложились судьбы всех персонажей сериала. Сам он женился на Майе, которая оставила карьеру ради семьи и сменила Мэри во главе семьи Градовых. Вера спустя многие годы прислала письмо Борису, объяснила причину своего ухода от него и сказала что до самой смерти любила только его. Ёлка и Вася поженились, а позже их лишили гражданства за диссидентство и они уехали в США. Васе Борис передал семейный архив (здесь показывают Леонида Кулагина в роли самого Василия Аксёнова, идущего около имения Градовых). Нина Градова дожила до глубокой старости и приветствовала демократию при Ельцине. В 1991 и 1993 годах не уходила днями и ночами с улицы. Кирилл стал верующим христианином, а Циля со временем стала равнодушной к марксистскому учению. Агаша и Петухов дожили до старости и умерли в Серебряном бору. Они не поженились, но завещали положить их рядом, что в итоге и произошло. Вадим Вуйнович перешёл на преподавательскую работу в Академию имени Фрунзе и вместе с Вероникой стал воспитывать маленького Никиту, который со временем стал военным и дослужился до титула военного атташе в Берлине. Сам Борис рассказывает, как в том же самом Серебряном Бору его семья встретила новое тысячелетие и как он рад был тому, как живут они теперь по сравнению с минувшим жестоким веком.

## Съёмочная группа
- Продюсеры: Антон Барщевский
- Режиссёр: Дмитрий Барщевский
- Автор сценария: Наталья Виолина
- Оператор: Красимир Костов
- Художники: Сергей Бржестовский, Владимир Ермаков, Алена Табакова
- Композитор: Александр Журбин
- Производитель: Компания «РИСК», «Фильм-Юнион» при участии киноконцерна «Мосфильм» и поддержке Российского правительства

## В ролях
- Юрий Соломин — Борис Никитич Градов
- Инна Чурикова — Мэри Градова
- Александр Балуев — Никита Градов (старший сын Бориса и Мэри Градовых)
- Екатерина Никитина — Вероника Градова (жена Никиты Градова)
- Ольга Будина — Нина Градова (дочь Бориса и Мэри Градовых)
- Алексей Кортнев — Вадим Вуйнович (друг Никиты Градова)
- Кристина Орбакайте — Вера Горда (прототип — певица Нина Дорда)
- Дмитрий Харатьян — Шевчук (охранник в ГУЛаге)
- Марианна Шульц — Циля Розенблюм (жена Кирилла, второго сына Бориса и Мэри Градовых)
- Алексей Зуев — Кирилл Градов (второй сын Бориса и Мэри Градовых)
- Виктория Толстоганова — Тася Пыжикова (походно-полевая жена генерала Никиты Градова)
- Андрей Смирнов — Леонид Пулково
- Сергей Безруков — Василий Сталин
- Марина Яковлева — Агаша (домработница семьи Градовых)
- Александр Резалин — Нугзар
- Игорь Бочкин — Петухов
- Илья Носков — Борис Градов IV (сын Никиты и Вероники Градовых)
- Дмитрий Ульянов — Семён Стройло
- Ирина Купченко — мать Майки
- Марина Швыдкая — Елизавета Михайловна
- Валерий Иваков — Васьков
- Андрей Ильин — Савва Китайгородский (хирург, ученик Бориса Градова, первый муж Нины Градовой)
- Ираклий Мачарашвили — Берия
- Владимир Миронов — Сталин
- Игорь Скляр — Фрунзе
- Валерий Афанасьев — Жуков
- Валерий Копченов — Блюхер
- Николай Лещуков — Поскрёбышев, секретарь Сталина
- Павел Ремезов — Молотов
- Александр Аблязов — маршал Конев
- Алексей Макаров — Александр Шереметьев
- Виталий Егоров — Сандро Певзнер
- Елена Касьянова — Майка Стрепетова
- Анна Снаткина — Ёлка Китайгородская (дочь Нины Градовой и Саввы Китайгородского)
- Владимир Долинский — Шайтис
- Елена Смирнова — Елена, подруга Вероники по ГУЛагу
- Ирина Бразговка — возлюбленная Леонида Пулково
- Михаил Ефремов — парторг мед.института
- Александр Хованский — Дод Тышлер
- Татьяна Самойлова — профессор
- Марк Рудинштейн — зоотехник Львов
- Вячеслав Шалевич — генерал ГРУ
- Владимир Юматов — следователь НКВД
- Сергей Силкин — киллер
- Валерий Закутский — Гриша, администратор В. Горды
- Регимантас Адомайтис — журналист Рестон
- Владимир Соколов — Борис IV в наши дни
- Эмиляно Очагавия — Галактион Гудиашвили
- Нана Мчедлидзе — Кеке, мать Сталина